# Tomáš Malatinský
Tomáš Malatinský (ur. 14 marca 1959 w Bratysławie) – słowacki przedsiębiorca, menedżer i działacz gospodarczy związany z sektorem energetycznym, w latach 2012–2014 minister gospodarki.

## Życiorys
W 1983 ukończył studia w katedrze geodezji i kartografii wyższej szkoły technicznej SVŠT w Bratysławie. Pracował jako projektant w przedsiębiorstwie Stavoprojekt Bratislava (1983–1986), następnie do 1998 zatrudniony w Elektrovod Bratislava, gdzie doszedł do stanowiska dyrektora do spraw handlu zagranicznego. Później kierował jednostką organizacyjną firmy ELCON w Pradze (1998–1999) i oddziałem spółki akcyjnej VÚJE Trnava (1999–2000). W 2000 objął stanowisko prezesa zarządu przedsiębiorstwa SAG Elektrovod. W latach 2003–2012 był prezesem ZZES, organizacji pracodawców sektora energetycznego. Od 2004 kierował jednocześnie AZZZ SR, federacją słowackich stowarzyszeń pracodawców.
W kwietniu 2012 objął stanowisko ministra gospodarki w drugim rządzie Roberta Ficy. Urząd ten sprawował do lipca 2014. Powrócił następnie do działalności w sektorze energetycznym. Został ponownie prezesem AZZZ SR, a także dyrektorem generalnym SPIE Elektrovod.